# Ria Ressel

Ria Ressel auf einer handsignierten Fotografie als Rahel in Die Jüdin von Toledo

Maria „Ria“ Clara Constanze Antonie Josefine Ressel (auch Reßel; * 2. April 1885 in Reichenberg; † 7. Oktober 1955 in Berlin) war eine deutschböhmische Theaterschauspielerin.

## Leben und Karriere
Ria Ressel kam 1885 in Reichenberg in Böhmen als Tochter von Wilhelm Ressel und seiner Gattin Anna, geb. Gruner, zur Welt.  Sowohl ihr Vater als auch ihr Großvater Josef Ressel waren schriftstellerisch tätig. Die Kunst prägte somit schon früh ihre Kindheit. Infolgedessen sammelte sie ihre ersten Erfahrungen an der Bühne bereits als Jugendliche in Dresden, wo sie von der ehemaligen Hofschauspielerin Maria Weinert ausgebildet wurde. 1904 folgte ein erstes Engagement am Stadttheater Liegnitz. Die positiven Eindrücke, die sie dort hinterließ, und ihre Popularität ermöglichten ihr im Frühjahr 1906 einige Gastspiele am Königlichen Schauspielhaus in Berlin, wo sie unter anderem als Gretchen in Goethes Faust zu sehen war. Dies führte wiederum zu einer Verpflichtung an die Königlichen Hoftheater in Wiesbaden und Berlin. Die ersten drei Jahre verbrachte sie in Wiesbaden und gab gelegentliche Gastspiele in Berlin, wohin sie schließlich 1909, möglicherweise auf Vermittlung Kaiser Wilhelms II., endgültig berufen wurde.

In Berlin feierte sie auch die größten Erfolge ihrer Karriere in klassischen wie auch modernen Rollen, u. a. in Franz Grillparzers Jüdin von Toledo oder als Ophelia in William Shakespeares Hamlet.

„Ria Reßel ist schon äußerlich wie geschaffen zur Verkörperung jugendlicher Liebhaberinnen des klassischen Dramas. Drei wichtige Verbündete stehen ihr bei: Jugend, Schönheit und Temperament. (…) Ria Reßels Domäne ist (…) das klassische Schauspiel: Goethe, Schiller, Lessing, Grillparzer, Shakespeare. Die Julia gehört zu ihren Glanzleistungen.“

Im Juli 1912 heiratete sie den österreichischen Hauptmann a. D. Franz Beran, blieb allerdings weiterhin als königliche Hofschauspielerin in Berlin aktiv, von wo aus sie auch gelegentliche Gastspiele unternahm. Nach Beendigung ihres Engagements in Berlin folgten weitere Auftritte, etwa ein vielbeachteter Ria-Ressel-Abend in Leitmeritz.
Zwischen 1921 und 1923 war sie regelmäßig auf Prager Bühnen zu sehen, wobei sie ihr Repertoire zunehmend auf Komödien verlagerte, so in Der Werwolf, worin auch der junge Paul Hörbiger in einer kleineren Rolle zu sehen war.
Mit einem eigenen Lustspiel-Ensemble unternahm sie schließlich in den Jahren 1927 und 1929 einige Tourneen durch die Tschechoslowakei und gastierte u. a. in Pilsen. Besonders häufige Erwähnung finden zu dieser Zeit die Aufführungen der Abenteuerkomödie Eine galante Nacht. In den 1930er-Jahren wandte sich Ria Ressel von der Bühne ab und wurde im Radio und als Synchronsprecherin aktiv. Diese Tätigkeit lässt sich bis ins Jahr 1938 nachweisen.
Seit 1947 verwitwet, verstarb Ria Ressel 1955 im Krankenhaus am Kreuzberg in Berlin.

## Rollen (Auswahl)
- Beatrice in Der Diener zweier Herren von Carlo Goldoni
- Elga in Elga von Gerhart Hauptmann
- Evelyn in Eine galante Nacht von Hans Bachwitz
- Gretchen in Faust von Johann Wolfgang von Goethe
- Julia in Romeo und Julia von William Shakespeare
- Ophelia in Hamlet von William Shakespeare
- Rahel in Die Jüdin von Toledo von Franz Grillparzer